# Huracà del dia del treball de 1935
L'huracà del dia del treball de 1935 va ser un intens cicló tropical de la temporada d'huracans de l'Atlàntic de 1935 i una de les recalades d'huracans més intenses registrades en la història dels Estats Units. Va ser el segon cicló tropical, el segon huracà, i el segon huracà intens de la temporada, que el convertiren en aquell moment en l'huracà atlàntic més destructiu de la història dels Estats Units. Va ser el primer dels tres huracans de categoria 5 dels Estats Units del segle xx (els altres dos van ser huracà Camille l'any 1969 i l'huracà Andrew el 1992).